# Dodeskaden
Dodesukaden (どですかでん) é um filme dirigido por Akira Kurosawa lançado em 1971.